# Weißenbach (Halbammer)
Der Weißenbach ist der etwa 4,8 km lange linke Quellast der Halbammer. Er entsteht an der Südseite der Trauchberge am Osthang der Niederbleick im Ammergebirge und ist längstenteils die Gemeindegrenze zwischen Halblech und Wildsteig.

## Geographie
An den Hängen der fast vollständig bewaldeten Trauchberge entstehen zahlreiche Gräben, die den Weißenbach speisen. Seine direkten Zuflüsse sind nacheinander:
- Müllergraben (links, von Nordosten), vom Kleinwildfeuerberg
- Markgraben (rechts, von Nordwesten), vom Langeck
- Pfaffengraben (links, von Nordosten), vom Hochwildfeuerberg
- Gliegerlsgraben (rechts, von Nordwesten), von der Hohen Bleick
- Klammbach (rechts, von Westnordwesten), vom Sattel zwischen Maulkopf und Hoher Bleick

Mit Abstand größter Zufluss ist der zuletzt von rechts kommende Klammbach, der am Oberlauf Angstbach genannt wird.